# Dialetto tarantino
Il dialetto tarantino ('u tarandíne), o vernacolo cataldiano (così chiamato, a partire dal Novecento, in onore del santo patrono cittadino), è un dialetto parlato principalmente nella città di Taranto (e con varietà specifiche in alcuni comuni limitrofi) dove presenta differenze tra la variante della Città Vecchia e quella del Borgo Nuovo. Oggi è parlato anche nei comuni limitrofi di Statte e Leporano dalla maggioranza della popolazione, mentre a Monteiasi presenta caratteristiche più nettamente salentine. Dal punto di vista linguistico, il tarantino occupa una posizione di transizione tra i dialetti salentini (appartenenti al gruppo dei dialetti meridionali estremi) e quelli apulo-baresi (appartenenti al gruppo dei dialetti meridionali intermedi). La peculiarità del tarantino è stata spesso attribuita al suo sostrato greco, risalente all'antichità e mantenutosi fino al XVI secolo, quando il greco era ancora parlato accanto ai volgari romanzi nella zona. Questo tratto accomuna il tarantino ai dialetti meridionali estremi (salentino, calabrese meridionale e siciliano), con cui condivide numerosi elementi lessicali e strutturali di origine greca. Studi recenti hanno evidenziato come tali caratteristiche non siano semplici prestiti, ma veri e propri elementi strutturali originari dell'antica koinè magnogreca.

## Storia
Il dialetto tarantino rappresenta una varietà linguistica di particolare interesse nell'ambito dei dialetti meridionali, sviluppatosi attraverso un complesso processo di stratificazione storica. La sua evoluzione, iniziata con la romanizzazione del 272 a.C., si è svolta su un sostrato prelatino particolarmente ricco e articolato.
Le radici antiche
La grecità tarantina costituisce l'elemento più caratterizzante. A  Taranto il greco - introdotto con la colonizzazione spartana del 706 a.C. - mantenne una vitalità straordinaria. Come attestano ad esempio De Vincentiis (1872) e recenti studi di Ledgeway (2020), questa persistenza ha lasciato tracce profonde non solo nel lessico (con centinaia di termini greci ancora oggi attestati in tutti i campi semantici), ma soprattutto nella struttura grammaticale, con peculiarità come la perdita dell'infinito e il particolare sistema di marcazione ipotetica che avvicinano il tarantino agli altri dialetti meridionali estremi. Esempi:
- Oltre 700 termini greci in ambiti lessicali fondamentali (es. "apele" < άπαλος per "morbido", "'nànghe" < ανάγκη per "voglia")
- Strutture sintattiche peculiari come la perdita dell'infinito (es. "vogghie cu mange" invece di "voglio mangiare")
- Tratti fonetici come la riduzione del vocalismo (η > i, ω > u)

La latinizzazione e il periodo romano
Il processo di latinizzazione dell'area tarantina presentò caratteristiche particolari. Il latino volgare qui sviluppatosi conservò numerosi arcaismi. Contemporaneamente, come evidenziato ad esempio da Rohlfs e da Gigante (2002), alcuni tratti fonetici, come il particolare trattamento delle vocali, tradiscono l'influsso del sostrato osco. Esempi:
- Conservazione di arcaismi come la costruzione "scére + gerundio" (es. "scé mangiènne" per "sta mangiando") dal latino "ire iendo"
- Tratti oschi nell'articolazione vocalica, responsabili delle successive dittongazioni (o > ue)

Il medioevo bizantino e il mito longobardo
Il periodo bizantino rappresentò per Taranto una nuova fase di ellenizzazione, seppur in forme diverse dall'epoca classica. Contrariamente a quanto spesso sostenuto nella letteratura tradizionale, le influenze longobarde furono marginali e limitate a pochi prestiti lessicali comuni a tutta l'area romanza. Le caratteristiche dittongazioni tarantine, spesso erroneamente attribuite all'influsso germanico, trovano invece la loro spiegazione nel sostrato osco, come dimostrano i recenti studi di Loporcaro (2009). Esempi:
- L'influsso longobardo fu limitato a pochi termini (es. "guerra", "faida")
- Le dittongazioni (es. "muèrte" per "morto") derivano dal sostrato osco
- Il greco bizantino arricchì ulteriormente il lessico (es. "zìmmere" < τσίμμαρο per "capra")

Dai Normanni all'età moderna
Con l'arrivo dei Normanni nell'XI secolo si avviò un lento processo di riallineamento del tarantino agli altri volgari meridionali. I successivi domini angioino, aragonese e spagnolo, oltre alla breve parentesi saracena, introdussero vari elementi arabi, galloromanzi e iberici, seppur in misura minore rispetto ad altre zone del Regno di Napoli. Esempi:
- Prestiti normanni o francesi (es. "accattare" da achatter per "comprare")
- Arabismi (es. "salamelìcche" da salam alaikum per "convenevoli essagerati")
- Castiglianismi (es. "muntòne" da montòn per "mucchio")

L'età contemporanea
Il Novecento ha rappresentato per il tarantino un periodo di profonde trasformazioni. L'industrializzazione e i massicci flussi migratori interni hanno accelerato un processo di standardizzazione regionale, con una progressiva attenuazione dei tratti più marcatamente salentini che avevano caratterizzato il dialetto fino ai primi decenni del XX secolo. Tuttavia, l'impronta greco-romanza più profonda continua a resistere nella struttura grammaticale e nel lessico di base

## Classificazione
La complessa classificazione del tarantino
Negli ultimi due secoli, il dibattito sulla collocazione del tarantino ha diviso la linguistica meridionalista. La questione fondamentale è se considerarlo:
1. Un dialetto alto-meridionale (gruppo "meridionale intermedio") con influenze salentine
2. Un dialetto estremo-meridionale (gruppo "meridionale estremo") con peculiarità locali
3. Una varietà autonoma all'interno di uno di questi due gruppi, data la sua unicità[21]

Le tesi alto-meridionali
Michele De Noto, nel pionieristico "Appunti di fonetica del dialetto di Taranto", fu il primo a notare divergenze fonetiche con il Salento. Rosa Anna Greco ("Ricerca sul verbo nel dialetto tarentino") e G.B. Mancarella ("Nuovi contributi per la storia della lingua a Taranto") evidenziarono tratti comuni con l'area centro-meridionale, ad esempio:
- Metafonia e dittongamento condizionato (es. 'nzóre, próche)
- Sonorizzazione delle postnasali (-NT- > -nd-)
- Sistema verbale con doppie desinenze (-àmme, -èmme)

Le tesi estremo-meridionali
Heinrich Lausberg, Gerhard Rohlfs sostennero invece l'appartenenza al gruppo siciliano-salentino, notando, ad esempio:
- Esiti vocalici aperti (cuèdde, strètte)
- Uso della congiunzione "cu" + indicativo per l'infinito
- Quasi 1000 grecismi condivisi col Salento

La prova decisiva: elementi estremo-meridionali profondi
Recenti studi dimostrano che il tarantino condivide con i dialetti estremo-meridionali tratti strutturali che secondo Thomason & Kaufman, ed altri autori già menzionati, appartengono al livello 4-5 della scala di borrowability (prestiti possibili solo in caso di bilinguismo prolungato o sostrato):
1. Sintassi salentina:

- Perdita dell'infinito ("vogghie cu vvóche" = voglio andare)
- Doppia marcatura ipotetica ("ce avéve, te dáve" = se avessi, ti darei)
- Costruzioni perifrastiche greco-salentine

1. Prosodia grecanica:

- Accentazione finale (come in griko)
- Riduzione vocalica (η>i, ω>u)
- Ritmo sillabico "a sforzo" e "prosodia magnogreca"[31][32]

1. Lessico profondo:

- Oltre 700 grecismi in domini "resistenti" (corpo, parentela, natura)
- Calchi lessicali (es. "tremìndere" < θωρώ per "guardare")

Come dimostrano Ledgeway e Fanciullo, questi elementi - specialmente la sintassi e la prosodia - rappresentano l'impronta digitale del bilinguismo greco-latino, marginale invece nel dialetto apulo-barese. La presenza di:
- Prestiti strutturali di livello 5 (morfosintassi)
- Grecismi in domini lessicali protetti
- Tratti fonologici grecanici

Renderebbe impossibile classificare il tarantino come semplice variante alto-meridionale, un diasistema dialettale dove questi elementi sono virtualmente assenti. Piuttosto, come suggerisce Katsoyannou, va considerato un ponte linguistico tra i due gruppi, con una base estremo-meridionale arricchita da successivi apporti.
Conclusioni
Il dibattito rimane aperto, ma le evidenze di:
1. Sostrato greco profondo (sintassi, prosodia)
2. Lessico condiviso col Salento
3. Tratti fonetici transizionali

...suggeriscono che la classificazione più accurata, se si prendono in considerazione tutti gli elementi del dialetto e non solo le isoglosse fonetiche, come nel lavoro di G.B. Pellegrini, sia quella di un dialetto estremo-meridionale con stratificazioni successive, piuttosto che come variante apulo-barese.
Nel Vocabolario dei dialetti salentini di Rohlfs si contano più di tredicimila voci latine, oltre ventiquattromila greche e circa trecentoquaranta tra spagnole, portoghesi, catalane, franco-provenzali, celtiche, còrse, germaniche, inglesi, turche, albanesi, dalmate, serbo-croate, rumene, ebraiche, berbere ed arabe. Le voci greche salgono al 64% del totale solo se includiamo tra le voci etimologiacamente greche anche i prestiti ed i calchi greci nella lingua latina.

## Fonologia

### Vocali
Oltre alle tipiche cinque vocali dell'italiano a e i o u, il dialetto tarantino ne conta anche altre cinque: é ed ó sono vocali chiuse, la á che ha un suono particolarmente chiuso, quasi semimuto, ed í e ú chiamate "vocali dure", poiché vengono pronunciate con una notevole vibrazione delle corde vocali; le vocali con accento acuto sono tutte lunghe ed hanno valore doppio rispetto a quelle italiane. Vi sono anche le vocali aperte  è e ò  (sempre brevi) e le con accento circonflesso â ê î ô û usate spesso (specie nel caso di ô) per segnalare la contrazione di una vocale con una consonante o un'altra vocale:
- côre (cuore), dal latino cor, cordis, di cui non eredita la u di cuore italiano;
- bbône (buona), dalla radice latina bonū-, di cui non eredita la u di buona italiano;
- scè ô cìneme (andare al cinema), contrazione di a'u (a lu);
- scenne' d'â màchene (scendere dall'auto), contrazione di da la.

Esiste inoltre un'altra vocale, la e muta (foneticamente equivalente allo scevà ə), la quale è sempre mutola in fine di parola e quasi sempre semimuta in posizione protonica: una parola come perebìsse, quindi, andrà pronunciata come [pərəbìssə]. Nel caso in cui la parola con e muta in fine di parola formi un nesso sintattico con la parola successiva, la vocale si sonorizza: marànge → maràngia pònde (arancia punta, guasta). I dittonghi sono pronunciati come in italiano, tranne che per ie che vale come una i lunga se si trova nel corpo di una parola, mentre se posta alla fine andrà pronunciata come una i molto veloce seguita da una e semimuta.

### Consonanti
Le consonanti sono le stesse dell'italiano, con sole cinque aggiunte: c se si trova in posizione postonica tende ad essere pronunciata come sc in sciocco (es. dôce [do:ʃə], fáce [fɐ:ʃə], ecc.), -j suffissale pronunciata come la y della parola inglese yellow, il nesso sck dove sc è pronunciato come nella parola italiana scena, la k come la c di casa, il nesso ije pronunciato più o meno come ille nella parola francese bouteille, e la v in posizione intervocalica che non ha alcun suono (es: avuandáre, tuve, ecc.).
Le consonanti doppie sono molto frequenti in principio di parola ed in posizione protonica.

### La dieresi
A causa del grande numero di omofoni presenti nel dialetto tarantino, a volte si è costretti a distinguerli per mezzo di un accento o di una dieresi; quest'ultima viene adoperata soprattutto per indicare lo iato fra due consonanti, ad esempio:
- fiúre (fiori), fïúre (figura);
- pèsce (pesce), pésce (peggio), ecc.

### Apocope e aferesi
L'apocope (la caduta di una vocale o di una sillaba in fine di parola), se riguarda le forme verbali, va segnalato mettendo l'apposito accento tonico; l'aferesi (la caduta di una vocale o di una sillaba in principio di parola) in tarantino va segnato mediante un apostrofo:
- durmé(re) - durmè
- addummanná(re) - addummannà
- (u)mbriáche - 'mbriáche
- (i)ndurtegghià(re) - ndurtegghià
- insalata - (i)nzalata -  'nzaláte

### Dissimilazione e assimilazione
La dissimilazione è un fenomeno per il quale due suoni, trovandosi a stretto contatto, tendono a differenziarsi: 
- lat. cultellus - tar. curtidde (coltello).

L'assimilazione si ha quando la consonante iniziale di una parola si muta nella consonante della seconda sillaba della parola stessa, in seguito ad un'anticipazione dell'articolazione fonetica di quest'ultima: 
- lat. juscellum - tar. sciuscidde (tipo di minestra).

### Geminazione
Una particolarità che salta subito all'occhio di chi per la prima volta si trova a leggere un testo in dialetto tarantino, è il fenomeno della geminazione, o più semplicemente raddoppiamento iniziale o sintattico. Esso è un fenomeno di fonosintassi, ossia, a causa della perdita della consonante finale di alcuni monosillabi (assimilazione fonosintattica), la consonante iniziale della parola che segue viene rafforzata.
I principali monosillabi che danno luogo alla geminazione sono: 
- a: a (preposizione);
- e: e (congiunzione);
- cu: con (sia come congiunzione, sia come preposizione);
- addà: lì, là (avverbio);
- aqquà: qui, qua (avverbio);
- ogne: ogni (aggettivo indefinito);
- cchiù: più (aggettivo e avverbio);
- pe: per (preposizione);
- iè: è (verbo essere);
- si': sei (verbo essere);
- so': sono (verbo essere);
- 'mbra: tra, fra (preposizione);
- tre': tre (numerale).

Il raddoppiamento iniziale è indispensabile nella lingua orale per capire il significato della frase: 
- hé fatte bbuéne (hai fatto bene);
- è ffatte bbuéne (è fatto bene).

Come si vede dall'esempio, il rafforzamento della f si rivela fondamentale per il senso dell'affermazione. Ecco altri esempi:
- 'a máne (la mano) - a mmáne (a mano);
- de pétre (di pietra) - cu ppétre (con pietra);
- 'a cáse (la casa) - a ccáse (a casa).

## Grammatica

### Morfologia

#### Articoli e sostantivi
Il dialetto tarantino ha due generi, maschile e femminile. Avendo la terminazione in e muta, il genere delle parole è riconoscibile solamente tramite l'articolo, che in tarantino è  'u,  'a, le per il determinativo, e  'nu,  'na per l'indeterminativo.
Se il sostantivo che segue l'articolo comincia con una vocale, questo si apostrofa, a meno che esso non abbia una consonante iniziale precedentemente caduta: 
- l'acchiále (gli occhiali);
- l'òmme (l'uomo);
- 'n'àrvule (un albero);
- le uáie (i guai);
- lu uéve (il bue);
- 'a uagnèdde (la ragazza).

#### Plurale e femminile
La formazione del plurale è assai complessa. 
Per molti sostantivi ed aggettivi esso non esiste, ossia rimangono invariati: 
- 'u livre (il libro) - le livre (i libri);
- l'àrvule (l'albero) - l'àrvule (gli alberi).

Alcuni aggiungono il suffisso -ere: 
- 'a cáse (la casa) - le càsere (le case);

Altri cambiano la vocale tematica: 
- 'a fògghie (la foglia) - le fuègghie (le foglie);
- 'u chiangóne (il macigno) - le chiangúne (i macigni);
- 'u sciorge (il topo) - le sciurge (i topi)

Altri ancora tutti e due:
- 'u pertúse (il buco) - le pertòsere (i buchi);
- 'u paíse (il paese) - le pajèsere (i paesi);
- l'anìdde (l'anello) - l'anèddere (gli anelli).

In ultimo vi sono i plurali irregolari: 
- 'u figghie (il figlio) - le fíle (i figli),

o sostantivi con doppia formazione: 
- 'a mulèdde (la mela) - le mulìdde o le mulèddere (le mele).

La formazione del femminile segue le stesse regole.
Alcuni sostantivi e aggettivi rimangono invariati:
- bèdde (bello) - bèdde (bella).

Altri cambiano il dittongo uè in o:
- luènghe (lungo) - lònghe (lunga).

#### Pronomi
I pronomi dimostrativi sono: 
- quiste (questo)[40];
- quèste (questa)[40];
- chiste (questi[41], queste[42]);
- quidde (quello)[40];
- quèdde (quella)[40];
- chidde (quelli, quelle)[43].

Più usate nel parlato sono le forme abbreviate:  'stu per quiste,  'sta per quèste,  'ste per chiste.
I pronomi personali sono: 
| persona                | soggetto | atono | tonico    | riflessivo |
| ---------------------- | -------- | ----- | --------- | ---------- |
| 1a singolare           | ìe       | me    | méie      | me         |
| 2a singolare           | túne     | te    | téie/téve | te         |
| 3a singolare maschile  | iìdde    | le    | iìdde     | se         |
| 3a singolare femminile | ièdde    | le    | jèdde     | se         |
| 1a plurale             | nùie/nu' | ne    | nùie/nu'  | ne         |
| 2a plurale             | vùie/vù  | ve    | vùie/vù   | ve         |
| 3a plurale indistinto  | lóre     | le    | lóre      | se         |
| impersonale            | se       | --    | --        | se         |

Se la forma dativa del pronome soggetto è seguita da un pronome oggetto, a differenza dell'italiano, la forma dativa si omette lasciando posto solo per il pronome oggetto: 
- 'u dìche cchiù ttarde (lo dico più tardi).

Volendo si può specificare il soggetto mediante l'aggiunta di un pronone personale: 
- a iìdde u dìche cchiù ttarde (a lui lo dico più tardi).

Per la "forma di cortesia", il tarantino adopera la forma allocutiva che, come avveniva a Roma, dà del tu a tutti indistintamente. Se proprio si vuole esprimere rispetto nei riguardi dell'interlocutore, si aggiunge l'aggettivo ussignorìe (deriv. di vu ssignorije), lasciando però sempre il verbo alla seconda persona singolare: 
- d'addò avíne (v)u ssignorìe? (Lei da dove viene?).

Quando il pronome riflessivo della prima persona plurale è seguito da pronome oggetto (in italiano reso con ce) e si trova alla forma negativa, esso diviene no 'nge in dialetto tarantino: 
- nù non ge ne sciáme (noi non ce ne andiamo).

I pronomi relativi sono: 
- ci[55], ce[56] (chi);
- ca[57] (il quale, la quale, i quali, le quali, di cui, a cui).

Per esempio:
- ci sì tu? (chi sei?);
- 'a cristiáne c'agghie viste aiére (la signora la quale ho visto ieri);
- le libbre ca m'hé parláte (i libri di cui mi hai parlato).

#### Aggettivi
Gli aggettivi possessivi sono:
| persona      | maschile singolare | femminile singolare | plurale indistinto | forma enclitica |
| ------------ | ------------------ | ------------------- | ------------------ | --------------- |
| 1a singolare | míe                | méie                | míje               | -me             |
| 2a singolare | túie, túve         | tóie, tóve          | túje, túve         | -te             |
| 3a singolare | súve               | sóve                | súve               | -se             |
| 1a plurale   | nuèstre            | nòstre              | nuèstre            | -               |
| 2a plurale   | vuèstre            | vòstre              | vuèstre            | -               |
| 3a plurale   | lòre               | lòre                | lòre               | -se             |

In dialetto tarantino l'aggettivo possessivo va sempre posto dopo il nome al quale si riferisce: 
- 'a màchena méie (la mia automobile).

Altra caratteristica di questo dialetto è anche la forma enclitica del possessivo tramite suffissi, che però è limitata solamente alle persone: 
- attàneme (mio padre);
- màmete (tua madre);
- sòrese (sua sorella),

e via di seguito.

#### Preposizioni
Le preposizioni semplici sono:
- de (di);
- a (a);
- da (da);
- iìndre/inde (in);
- cu (con);
- suse/sobbre (su);
- pe (per);
- 'mbrà (tra, fra).

Possono fare anche da preposizioni: 
- sotte/abbàsce (sotto, giù);

Le preposizioni articolate sono:
|                          | 'u                 | 'a                 | le                                |
| ------------------------ | ------------------ | ------------------ | --------------------------------- |
| de                       | de 'u (d'u)        | de 'a (d'a)        | de le                             |
| a                        | a 'u (ô)           | a 'a (â)           | a lle                             |
| da                       | da ô (d'ô)         | da 'a (d'â)        | da le                             |
| iìndre (cfr. lat. intra) | iìndre ô (iìndr'ô) | iìndre a (iìndr'a) | iìndre le, iìndre a (iìndr'a) lle |
| cu                       | cu 'u (c'u)        | cu 'a (c'a)        | cu lle                            |
| suse                     | suse ô (sus'ô)     | suse a (sus'a)     | suse le, suse a (sus'a) lle       |
| pe                       | pe 'u (p'u)        | pe 'a (p'a)        | pe lle                            |

ca e cu
ca (lat. quia) può avere valore di:
- preposizione relativa: vóche a 'ccàtte 'u prime ca jacchie (vado a comprare il primo che trovo);
- congiunzione:
  1. nella proposizione dichiarativa: sacce ca jé 'nu bbuéne uagnone (so che è un bravo ragazzo)[67];
  2. nelle proposizione consecutiva: áve ca no 'nge 'u véche (è da tanto che non lo vedo)[67];
- introdurre il secondo termine di paragone: jéve cchiù 'a fòdde ca 'u rèste (era più la folla che il resto).

Cu (lat. quod) può avere valore di:
- preposizione:  tagghiáre c'u curtídde (tagliare col coltello);
- congiunzione (con);
- dopo i verbi che esprimono un desiderio o un ordine:  vóle cu mmange (vuole mangiare)[67][68];
- per formare il congiuntivo presente:  cu avéne aqquà (che venga qui);
- nella forma avversativa:  cu tutte ca (con tutto che)[68];
- nelle proposizioni finali:  vuléve cu éve cchiù drìtte (avrei voluto essere più in gamba)[67];
- nelle proposizioni concessive:  avàste cu ppaje (basta che paghi)[67];
- come presente perifrastico:  sté cu avéne (sta per venire)[67].

Il partitivo in tarantino non esiste, e per tradurlo vengono adoperate due forme:
- 'nu picche (un poco);
- dóje (due).

Per esempio:
- pozze ave' nu pìcche de marange? (potrei avere delle arance?);
- ajére hagghie accattáte ddo' mulèddere (ieri ho comprato due mele).

### Accusativo e vocativo
Dei vecchi casi grammaticali, il dialetto tarantino ha mantenuto nella sua forma moderna soltanto l'accusativo e il vocativo. Come per altre lingue dell'area mediterranea, l'accusativo in tarantino viene segnalato mediante l'intercalare della preposizione a solo se si tratta di persone:
- Addummànnele a ffratte (chiedilo a tuo fratello)
- Hé chiamate ô dottore? (hai chiamato il medico?)
- Puèrtete a Marìe (portati a Maria)

Il caso vocativo, in linea con molti dialetti meridionali, è probabilmente il più utilizzato dal tarantino. Esso può affliggere ogni parte del discorso, nomi, aggettivi e avverbi. Il vocativo si forma apocopando la parola all'ultima sillaba tonica:
- Faiéle (Raffaele), voc. Faié
- Cungétte (Concetta), voc. Cungé
- stuédeche (sciocco), voc. stué (molto usato ué facce de stué, stupido)
- zurlére (donna attaccabrighe), voc. zurlé
- cumbáre (compagno, amico), voc. cumbà
- angóre (ancòra), voc. angó
- ména (dai, escl.), voc. mé

In dialetto tarantino, il vocativo viene utilizzato sia per esprimere il complemento di vocazione sia per enfatizzare una parte del discorso o per esprimere uno stato d'animo di impazienza o di irritazione:
Hé sciute, pò, ô cìneme Frangè?  Alla fine sei andato al cinema, Francesco?
None Marì                                   Non ancora, Maria.
Angó? E mé, quanne ha a scè?     Ancora? (esprime incredulità) Suvvia (esortazione), quando ci andrai?
In base al grado di impazienza o di esortazione che si vuole esprimere, talvolta è possibile retrocedere le sillabe da apocopare:
- Frangèsche > Frangè > Frà
- Benedetta > Benedè > Bè

### Verbi
Il sistema verbale tarantino è molto complesso e differente da quello italiano.
I verbi principali e le loro declinazioni all'indicativo presente sono:
- essere (non come ausiliare): sonde/so' , sinde/si' , jé (o è o éte), síme, síte, sonde/so' ;
- avere (anche in luogo di dovere): agghie, hé, ha, ame/avíme, avíte, honne;
- stare: stóche, stéje/ste' , stéje/ste' , stame, state, stonne;
- andare: vóche, véje/ve' , véje/ve' , sciame, sciate, vonne;
- tenere (in senso di possesso): tènghe, tine, téne, teníme, teníte, ténene;
- fare: fazze, fáce, fáce, facíme, facíte, fàcene.

Caratteristica tipica è l'uso frequente della prostesi della vocale -a-, che porta ad una doppia forma verbale: 
- cògghiere e accògghiere (raccogliere);
- 'ndruppecáre e attruppecáre (inciampare).

Vi è anche la presenza del suffisso incoativo -èsce derivato dall'antico -ire: 
- durmèscere (dormire);
- sparèscere (sparire);
- scurèscere (imbrunire).

È molto diffusa l'alternanza vocalica tra i verbi della prima coniugazione, dovuto alla metafonia. Essi sono soggetti al dittongamento dell'ultima vocale tematica (-o- in -ué-). Per esempio:
- sciucare (giocare): ije scioche, tu sciuéche, jidde scioche, nu' sciucame, vu' sciucate, lore sciòchene;
- annegghiare (scomparire): ije annigghie, tu annigghie, jidde annigghie, nu' annegghiame, vu' annegghiate, lore annighiane.

I verbi della seconda coniugazione, esitano la o in u:
- còsere (cucire): ije cóse, tu cúse, jidde cóse, nu' cusime, vu' cusite, lore còsene;
- canòscere (conoscere): ije canòsche, tu canùsce, jidde canòsce, nu' canuscime, vu' canuscite, lore canòscene.

I verbi servili
- scére (andare): Il principale verbo servile è usato molto spesso in frasi interrogative e negative.

#### Coniugazioni
Il tarantino ha due coniugazioni, una in -are, la più ricca, ed una in -ere (derivante dalla latina -ire).

#### Modo infinito
L'infinito dei verbi è reso, specialmente nel parlato informale, mediante l'apocope delle forme cosiddette "da dizionario": 
- addumannà da addumannare (chiedere);
- canòsce'  da canòscere(conoscere).

In tarantino l'infinito viene perso in quasi tutte le costruzioni verbali, eccetto quelle con potere e dovere, essendo sostituito da cu seguito dall'indicativo presente, come nel greco
- te vògghie cu ddiche (voglio dirti);
- dille cu avéne (digli di venire).

#### Modo indicativo
Le desinenze per formare l'indicativo presente sono le seguenti:
- prima coniugazione: -e, -e, -e, -áme, -áte, -ene;
- seconda coniugazione: -e, -e, -e, -íme, -íte, -ene.

A differenza degli altri dialetti pugliesi, nel tarantino non compare la desinenza -che per le prime persone. Questa desinenza è usata però per i verbi monosillabici: 
- vóche (vado);
- véche (vedo);
- stóche (sto).

Il presente continuato in tarantino si forma con l'indicativo presente del verbo stare + preposizione a + indicativo presente del verbo: 
- stóche a ffazze (sto facendo).
- stonne a sciòchene (stanno giocando)

Fanno eccezione a questa regola la seconda e la terza persona singolare, le quali non richiedono l'uso della preposizione a: 
- sté studie (sta studiando);
- sté mmange (sta mangiando).

Nell'imperfetto troviamo le seguenti desinenze:
- prima coniugazione: -áve, -áve, -áve, -àmme, -àveve (-àvve), -àvene;
- seconda coniugazione: -éve, -íve, -éve, -èmme, -ìvene (-ìvve), -èvene.

Per il tempo perfetto le desinenze sono:
- prima coniugazione: -éve, -àste, -óie, -àmme, -àste, -àrene;
- seconda coniugazione: -íve, -ìste, -ie, -èmme, -ìste, -èrene.

In dialetto tarantino non esiste una forma univerbale di futuro, che perciò viene spesso sostituito dal presente indicativo oppure viene espresso mediante la perifrasi futurale derivata dal latino habeo ab/de + infinito, caratteristica questa che è comune ad altre lingue, tra cui la lingua sarda: 
- agghie da ccundà o agghi'a ccundà (racconterò).

Questo costrutto è usato anche per esprimere il senso di necessità: 
- Ce amme a ffa'? (cosa dobbiamo fare?).

#### Modo congiuntivo
Il congiuntivo presente ha tutta una sua forma particolare, tipica poi dei dialetti salentini; si rende con la congiunzione cu seguita dal presente indicativo: 
- Dille cu avènene cu nnuje! (digli che vengano con noi!).

Al contrario, il congiuntivo imperfetto ha delle desinenze proprie:
- prima coniugazione: -àsse, -àsse, -àsse, -àmme, -àste, -àssere;
- seconda coniugazione: -ìsse, -ìsse, -èsse, -èmme, -ìste, -èssere.

#### Modo condizionale
Altro tempo verbale inesistente è il condizionale, sostituito dall'imperfetto indicativo o dall'imperfetto del congiuntivo: 
- vuléve scè ô cìneme (vorrei andare al cinema);
- vulìsse venè pure ie (vorrei venire anche io).

#### Modo imperativo
L' imperativo è generalmente uguale alla corrispondente persona dell'indicativo presente:
- tremìende! (guarda!),
- sciáme! (andiamo!),
- avenìte! (venite!).

La formazione dell'imperativo negativo è già più complicata: si ottiene mediante la circonlocuzione verbale con scére + gerundio (dal latino ire iendo): 
- no sce scènne a scôle ôsce (non andare a scuola oggi).

#### Modo gerundio
Il gerundio si ottiene aggiungendo la desinenza -ànne per i verbi del primo gruppo, e -ènne per i verbi del secondo: 
- 'nghianànne (salendo),
- fuscènne (correndo).

A volte per tradurre il gerundio si fa ricorso ad una preposizione relativa: 
- hagghie vìste u film ca sté mangiáve (ho visto il film mangiando).

#### Modo participio
Il participio passato è formato con l'aggiunta del suffisso -áte per i verbi appartenenti al primo gruppo, e del suffisso -úte per i verbi appartenenti al secondo. Tuttavia vi sono anche participi passati uscenti in -ste, di derivazione latina: 
- candate da candare (cantato),
- partute da partere (partito),
- viste da vedere (visto),
- puèste da ponere (posto),
- rumàste da rumanere (rimasto).

#### Essere[74]
| persona      | Indicativo presente | Imperfetto    | Perfetto | Congiuntivo presente | Congiuntivo imperfetto |
| ------------ | ------------------- | ------------- | -------- | -------------------- | ---------------------- |
| Ije          | sonde/so'           | ére           | fuéve    | cu ssìe              | fòsse                  |
| Tune/Tu      | sinde/si'           | ìre           | fuìste   | cu ssíje             | fuèsse                 |
| Jidde, Jédde | jè, éte             | ére, jéve     | fu'      | cu ssìje             | fòsse                  |
| Nuje         | síme                | èreme         | fuèmme   | cu síme              | fòsseme                |
| Vuje         | síte                | íreve         | fuésteve | cu ssíte             | fuésseve               |
| Lóre         | sonde/so'           | èrene, jèvene | fùrene   | cu ssíene            | fòssere                |

#### Avere[77]
| persona      | Indicativo presente | Imperfetto | Perfetto | Congiuntivo presente | Congiuntivo imperfetto |
| ------------ | ------------------- | ---------- | -------- | -------------------- | ---------------------- |
| Ije          | hagghie             | avéve      | avìbbe   | cu hagghie           | avìsse                 |
| Tune/Tu      | hé                  | avíve      | avìste   | cu hagghie           | avìsse                 |
| Jidde, Jèdde | ha/have             | avéve      | aví      | cu hagghie           | avèsse                 |
| Nuje         | ame                 | avèveme    | avèmme   | cu avìme             | avìsseme               |
| Vuje         | avíte               | avìveve    | avìsteve | cu avíte             | avìsseve               |
| Lóre         | honne/avene         | avèvene    | avèrene  | cu honne             | avèssere               |

### Variazioni ortografiche
Non avendo una regolamentazione ufficiale prima della pubblicazione del Dizionario della Parlata Tarantina, il vernacolo tarantino presenta alcune variazioni ortografiche riscontrabili per lo più in autori di vecchia data. Le più note sono l'uso di ij al posto del dittongo lungo ie (arrajamiende > arrajamijnde, niende > nijnde, ecc.), come hanno adoperato autori come Tommaso Gentile, Gigi Vellucci e Claudio De Cuia, la coniugazione del verbo avere senza h (hagghie > agghie) tuttavia da considerarsi errata poiché tale coniugazione deriva direttamente dalla forma latina habeo e quindi necessita di h altresì per distinguere la prima persona singolare da agghie (aglio), l'uso esclusivo dell'accento grave (errore probabilmente attribuito ad un fattore di comodità tipografica),  l'uso più o meno ampio dell'accento circonflesso per indicare la contrazione vocalica, le segnalazioni di apocopi e aferesi (totalmente assenti in autori come il Gentile, mentre in autori come Cosimo Acquaviva vengono ancora adoperate le forme non apocopate degli articoli determinativi lu e la) e la mancata sonorizzazione delle occlusive nasalizzate (tali mancanze sono dovute al fatto che il dialetto di Taranto, prima della massiccia industrializzazione e quindi del crescere della sua popolazione grazie ai flussi migratori di lavoratori, presentava una sonorità molto più vicina ai dialetti salentini di quanto non lo sia oggi).

## Esempi
Mmìnze o camíne nuéstre de sta víte

ie me cchiéve ìndre a nu vòsche scúre

ca a drétta vìe addáne avè sparíte.
Ma ci l'hadde a cundà le delúre

de stu vosche sarvagge e a strada stòrte

ca indre o penzìre me crésce a pavùre.
Ma è ttande amáre ca è pêsce de a morte;

ma pe ccundà u bbéne ca truvéve, 

agghie a pparlà de quèdda mala sòrte.
Iì mo n'o sàcce accume è ca m'acchiéve,

tande assunnàte stàve a quédda vanne

ca a via veràce te scé bbandunéve.
Doppe che avéve arrevàte tremelànne

già ngocchie a lle fenéte de sta chiàne,

che angòre ô côre dè mattáne e affanne,
vedíve u cìle tutte a mmàne a mmàne

ca s'ammandàve de a luce de u sole

ca nzignalésce a strade a ogne crestiáne...
Nel mezzo del cammin di nostra vita

mi ritrovai per una selva oscura,

ché la diritta via era smarrita.
Ahi quanto a dir qual era è cosa dura

esta selva selvaggia e aspra e forte

che nel pensier rinova la paura!
Tant' è amara che poco è più morte;

ma per trattar del ben ch'i' vi trovai,

dirò de l'altre cose ch'i' v'ho scorte.
Io non so ben ridir com' i' v'intrai,

tant' era pien di sonno a quel punto

che la verace via abbandonai.
Ma poi ch'i' fui al piè d'un colle giunto,

là dove terminava quella valle

che m'avea di paura il cor compunto,
guardai in alto e vidi le sue spalle

vestite già de' raggi del pianeta

che mena dritto altrui per ogne calle...
Altísseme, ’Neputènde, Signóre bbuéne,

Túie so’ le làude, ’a glorie e ll’anóre e ogne bbenedizzióne.
A Tté súle, Altísseme, Te tòcchene,

e nisciúne ómme éte dègne de Te menduváre.
Lavudáte sie, Signóre mie, apprísse a ttutte le criatúre Tóve,

spéče frátema mie mèstre sóle,

ca ié llúče d’u ggiúrne, e ne allumenìsce a nnúie cu iìdde.
E iìdde é bbèlle e allucèsce cu sblennóre granne,

de Téie, Altísseme, annùče ’u valóre.
Lavudáte sìe, Signóre mìe, pe ssòrem’a lúne e le stèdde:

’en gíele l’hé criáte lucénde, sobraffíne e valènde, e bbèdde.
Lavudáte sìe, Signóre mìe, pe ffráteme u víende,

e ppe’ ll’àrie, le nùvele, ’u chiaríme e ogne ttìembe,

ca cu chìdde a lle criatúre Tóve le fáče refiatà.
Lavudáte sìe, Signóre mìe, pe ssòreme l’acque,

ca ié ùtele asséie, terragnóle, prizziósa e cchiáre.
Lavudáte sìe, Signóre mìe, pe ffráteme u fuéche,

ca cu jìdde allumenìsce ’a nòtte:

e iidde è bbèlle, allègre, pastecchíne e ffòrte.
Lavudáte sìe, Signóre mìe, p’a sóra nòstra màtra tèrre,

ca ne mandéne e ne énghie a vèndre,

e ccàcce numúnne de frùtte e ppúre fiúre d’ogne cculóre e ll’èrve.
Lavudáte sije, Signóre mije, pe’ cchidde ca perdònene p’amóre Túve

E ssuppòrtene malatíje e ttrìbbule.
Vijáte a cchìdde ca l’honna ssuppurtà cu rrassignazzióne,

ca da Téie, Altísseme, honn’essere ’ngurunáte.
Lavudáte sie, Signóre mie, pe 'a sóra nostra morta d’u cuèrpe

ca da ièdde nisciúne omme ca refiáte pote scambá:

uàie a cchìdde c’honne a murè iìnde a le puccáte murtále;

viáte a cchìdde ca iedde à dda truvà iinde a Vulundà tòie Sandísseme,

ca a llóre ’a secònna mòrte no ’nge l’hàdde a fà mále.
Lavedáte e bbenedecíte u Signóre mie e decítenge gràzie

e sservítele cu grànna devuzzióne.
Altissimu, onnipotente bon Signore,

Tue so le laude, la gloria e l'honore et onne benedictione.
Ad Te solo, Altissimo, se konfano,

et nullu homo ène dignu te mentovare.
Laudato sie, mì Signore cum tucte le Tue creature,

spetialmente messor lo frate Sole,

lo qual è iorno, et allumeni noi per lui.
Et ellu è bellu e radiante cum grande splendore:

de Te, Altissimo, porta significatione.
Laudato si', mi Signore, per sora Luna e le stelle:

in celu l'ài formate clarite et pretiose et belle.
Laudato si', mì Signore, per frate Vento

et per aere et nubilo et sereno et onne tempo,

per lo quale, a le Tue creature dài sustentamento.
Laudato si', mì Signore, per sor Aqua,

la quale è multo utile et humile et pretiosa et casta.
Laudato si', mi Signore, per frate Focu,

per lo quale ennallumini la nocte:

ed ello è bello et iocundo et robustoso et forte.
Laudato si', mì Signore, per sora nostra matre Terra,

la quale ne sustenta et governa,

et produce diversi fructi con coloriti flori et herba.
Laudato si', mi Signore, per quelli che perdonano per lo Tuo amore

et sostengono infirmitate et tribulatione.
Beati quelli ke 'l sosterranno in pace,

ka da Te, Altissimo, sirano incoronati.
Laudato sì mi Signore, per sora nostra Morte corporale,

da la quale nullu homo vivente po' skappare:

guai a quelli ke morrano ne le peccata mortali;

beati quelli ke trovarà ne le Tue sanctissime voluntati,

ka la morte secunda no 'l farrà male.
Laudate et benedicete mi Signore et rengratiate

e serviateli cum grande humilitate..